# Прайд
Прайд е название на група лъвове, които живеят заедно. Съжителството им е подобно на глутница, но социалната структура и взаимоотношенията на лъвовете са специфични. Прайдът заема определена територия, като се придвижва в различни зони из нея. Понякога между прайдовете може да възникнат конфликти за територията.
В прайда има мъжки лъвове (от един до четири) и няколко (между пет и двадесет) лъвици. Женските ловуват и се грижат за малките си, а мъжките охраняват територията на прайда и понякога се намесват, когато е нужно, в лова на едра плячка (напр. биволи). Мъжките лъвчета, навършили две години, биват изгонвани от прайда, с оглед лъвът-водач да не бъде изместен. Ако той се смени обаче, новият водач избива всички малки лъвчета, така че лъвиците да отглеждат само неговото потомство. Женските не го приемат, докато не забременеят от него.